# Raphaelle Peale

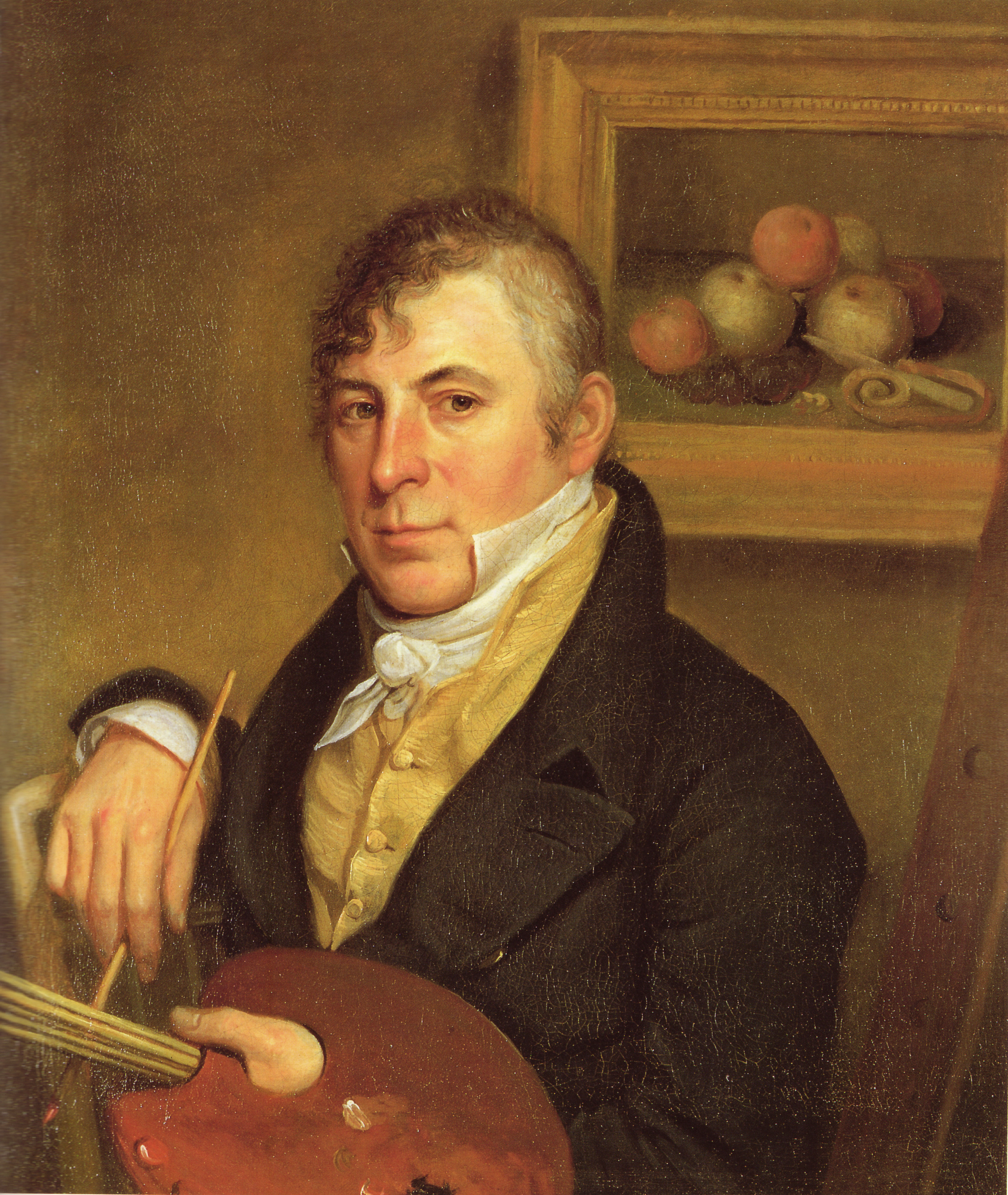
Charles Willson Peale: Raphaelle Peale (1822)

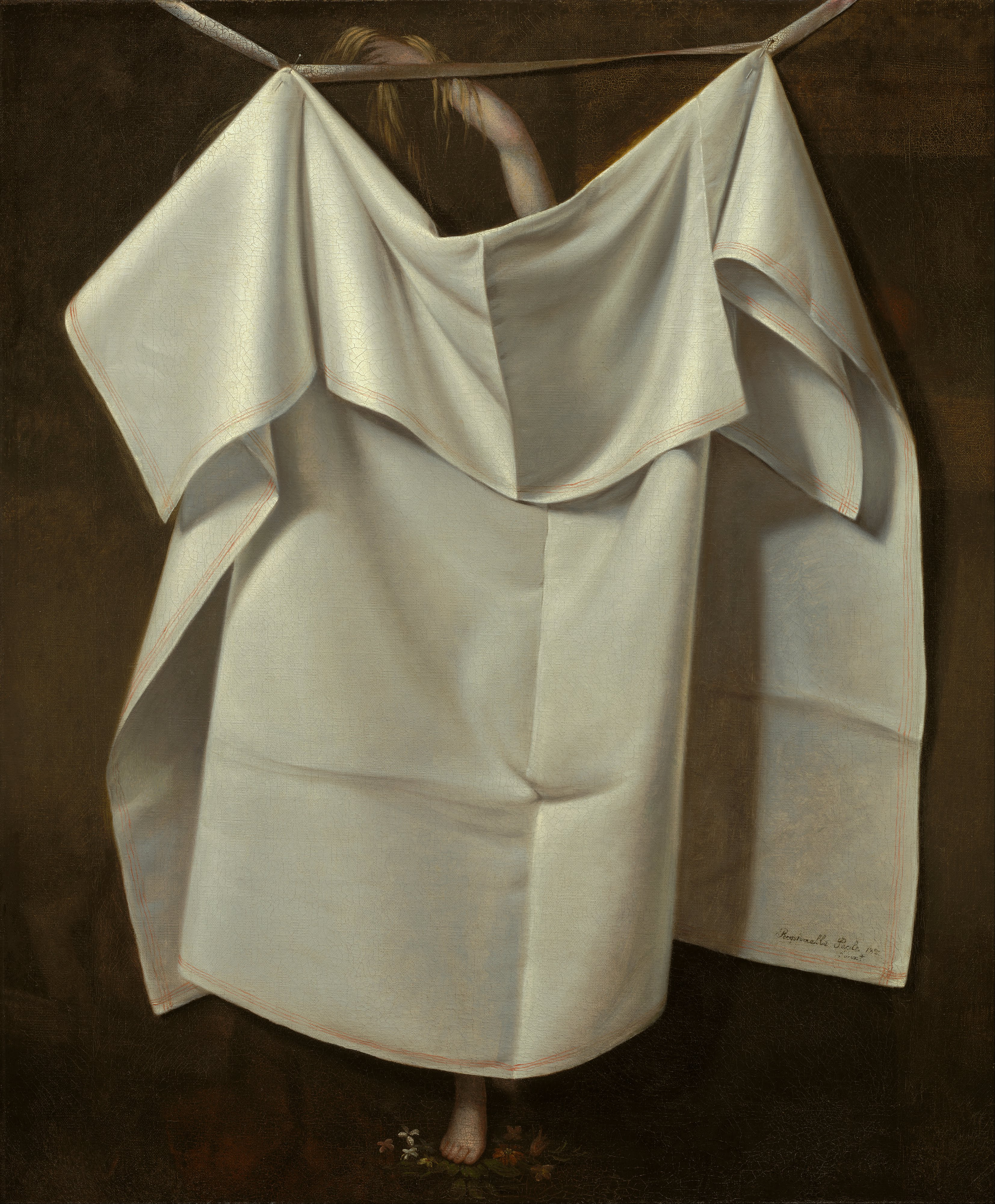
Venus Rising from the Sea – A Deception (After the Bath), um 1822

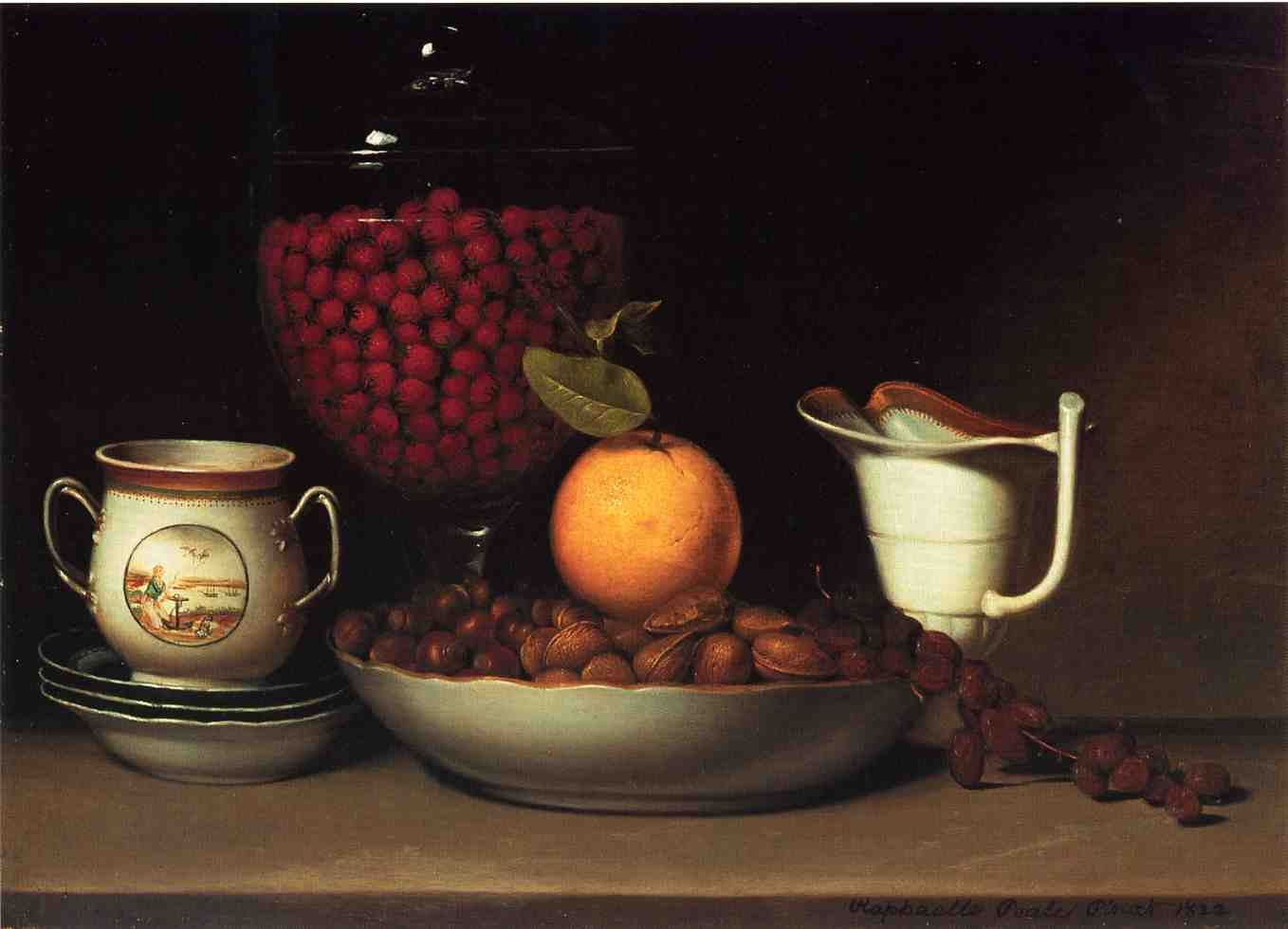
Still Life: Strawberries, Nuts &c. (1822)

Raphaelle Peale (* 17. Februar 1774; † 25. März 1825 in Philadelphia) war ein US-amerikanischer Maler. Während noch sein Vater Charles Willson Peale das Stillleben-Genre als Thema für Amateure betrachtete, gilt Raphaelle Peale als Begründer der professionellen US-amerikanischen Stillleben-Malerei.

## Leben
Raphaelle Peale war der älteste überlebende Sohn von Charles Willson Peale und wie seine Geschwister nach einem berühmten Künstler benannt. Peale heiratete 1797 Martha Ann McGlathery (1775–1852). Unter den Kindern des Paares befinden sich die nach Peale-Verwandten benannten Sophonisba (1801–1878), Charles Willson (1802–1829), Rubens (1808–1891) und Margaret (1810–1847). Sophonisba heiratete 1822 den Maler James Peale Jr. (1789–1876), den Sohn des Malers James Peale, der ein Onkel ihres Vaters war.
Peale wurde von seinem Vater in der Malerei (auch in der Porträt-Malerei) unterwiesen und arbeitete auch in dessen Museum mit. So reiste er 1792 nach Mexiko und Südamerika, um naturkundliche Ausstellungsstücke für das Museum zu sammeln. Gelegentlich arbeitete er auch als Taxidermist.
1797 versuchten Peale und sein Bruder Rembrandt Peale ein Museum in Charleston zu etablieren, waren damit aber nicht erfolgreich.
Ab 1803 bereiste Peale Virginia mit dem Physiognotrace, einer Maschine zur Erstellung von Profilen. 1808 wurde Peale mit Delirium tremens in ein Krankenhaus eingeliefert. Zusätzlich litt er unter Gicht, möglicherweise Folge einer Vergiftung mit Arsen und Quecksilber, die er im Rahmen seiner Arbeit im Museum erlitten hatte. Seit 1813 benötigte er Krücken.
Peale widmete sich nun ganz der Stillleben- und Trompe-l’œil-Malerei. Von 1811 an bis zu seinem Tod und darüber hinaus bis 1852 stellte Peale in den jährlichen Ausstellungen der Pennsylvania Academy of the Fine Arts aus, die auch einige seiner Stillleben erwarb.
Charles Willson Peale war mit der Motivwahl seines Sohnes nicht einverstanden:

“I hope on the next annuel Exhibition that you will shine as a Portrait Painter – for as i have always said, if you could have confidence in yourself, and paint portraits with the same exactness of finish as you have done in still life, that no Artist could be your superior in that line.”

„Ich hoffe, dass Du Dich auf der nächsten jährlichen Ausstellung [der Pennsylvania Academy of the Fine Arts] als Porträtmaler auszeichnen wirst – da, wie ich immer gesagt habe, wenn Du Vertrauen in Dich selbst hättest, und Porträts mit solcher Exaktheit des Finishs malen würdest, wie Du das im Stillleben getan hast, kein Künstler Dir in dieser Hinsicht gleichkäme.“

Ein Beispiel für seine Trompe-l’œil-Werke ist das Gemälde Venus Rising from the Sea – A Deception (After the Bath), das als Scherz entstand, um seine Frau zu täuschen. Das Gemälde diente auch als Vorbild für das Bild Catalogue: A Deception seiner Cousine Margaretta Angelica Peale.
Peale starb im Alter von 51 Jahren nach einer Nacht heftigen Trinkens in seinem Heim in Philadelphia.

## Werke
- Blackberries, 1813, Öl auf Holz, 18,4 × 26 cm, The Fine Arts Museum of San Francisco
- Melons and Morning Glories, 1813, Öl auf Leinwand, 52,7 × 65,4 cm, National Museum of American Art, Smithsonian Institution, Washington
- Still Life with Strawberries and Ostrich Egg Cup, 1814, Öl auf Holz, 31,1 × 48,9 cm
- A Dessert, 1814, Öl auf Holz, 33,9 × 48,3 cm, National Gallery of Art, Washington
- Apples and Fox Grapes, 1815, Öl auf Holz, 24,6 × 29,1 cm, Pennsylvania Academy of the Fine Arts, Philadelphia
- Cutlet and Vegetables, 1816, Öl auf Holz, 46,4 × 61,6 cm, Timken Museum of Art, San Diego
- Still Life with Celery and Wine, 1816, Öl auf Holz, 31,4 × 43,5 cm, Munson-Williams-Proctor Institute Museum of Art, Utica
- Still Life with Steak, 1817, Öl auf Holz, 33,9 × 49,5 cm, Munson-Williams-Proctor Institute Museum of Art, Utica
- Still Life with Cake, 1822, Öl auf Holz, 24,1 × 28,9 cm, Brooklyn Museum of Art
- Venus Rising from the Sea – A Deception (After the Bath), 1822, Öl auf Leinwand, 74,3 × 61,9 cm, Nelson-Atkins Museum of Art, Kansas City
- Lemons and Sugar, 1822, Öl auf Holz, 32,4 × 40,3 cm, Reading Public Museum
- Still Life: Strawberries, Nuts &c. 1822, Öl auf Holz, 41,6 × 57,8 cm, The Art Institute of Chicago